# Krobia
Krobia és un gènere de peixos pertanyent a la família dels cíclids que es troba a Sud-amèrica.

## Taxonomia
- Krobia guianensis (Regan, 1905)[3]
- Krobia itanyi (Puyo, 1943)[4]
- Krobia paloemeuensis (Kullander & Nijssen, 1989)[5]
- Krobia potaroensis (Eigenmann, 1912)[6][7][8][9][10][11][12]